# De doornenkroning met stichtersportret
De doornenkroning met stichtersportret is een schilderij van een navolger van de Zuid-Nederlandse schilder Jheronimus Bosch in het Koninklijk Museum voor Schone Kunsten in Antwerpen.

## Voorstelling
Het werk is ontleend aan Matteüs 27 : 27-31, waar beschreven wordt hoe de soldaten van Pontius Pilatus Christus spottend tot 'koning van de Joden' uitroepen door hem een rode mantel om te doen en hem een doornenkroon op te zetten. De soldaat rechtsboven drukt de doornenkroon nog eens extra aan met een stok. Christus zelf draagt in zijn hand een rietstok als scepter. Verder zijn rechts twee andere soldaten afgebeeld en links twee priesters of schriftgeleerden. Linksonder bevindt zich het portret van een priester, die in stijl enigszins afwijkt van de rest van de voorstelling. Hij is de stichter van het werk.

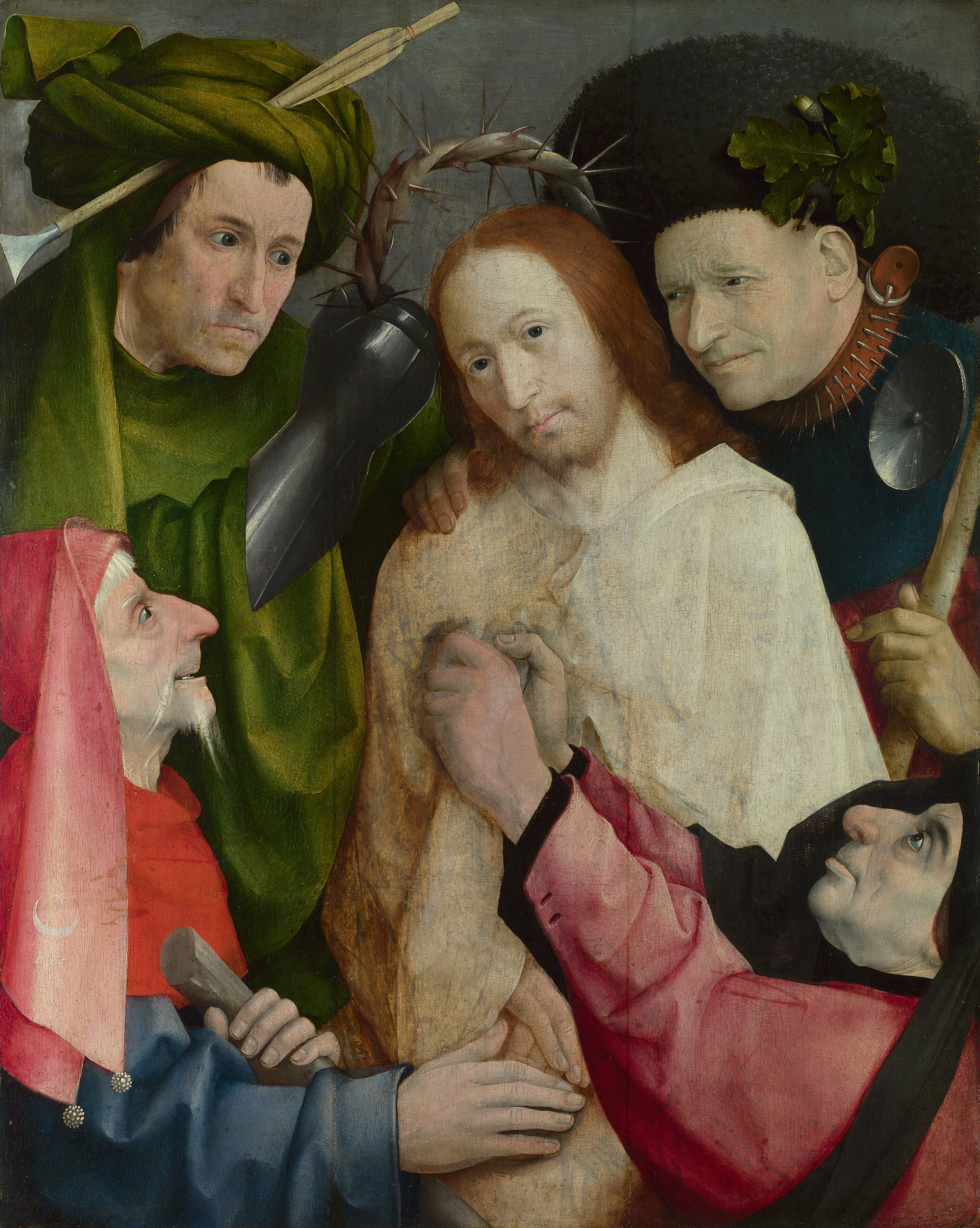
Jheronimus Bosch. De doornenkroning van Christus. Ca. 1485 of later. Londen, National Gallery.

Het is een variatie op de Doornenkroning van Christus van Jheronimus Bosch in de National Gallery in Londen. Van het werk in Antwerpen bestaan minstens acht andere versies en twee vermoedelijke fragmenten. Op al deze versies is het stichtersportret weggelaten. Op deze plaats is het rechterbeen van de figuur die Christus de doornenkroon opzet te zien. Dit brengt het werk in verband met het Passie-drieluik in Valencia en de Doornenkroning in het Escorial, waar deze figuur op een vergelijkbare manier is afgebeeld. Verder bevindt zich in de verzameling Verlinden in Sint-Niklaas een pastiche van dit werk met in de achtergrond een landschap en verschillende andere voorstellingen.

## Toeschrijving

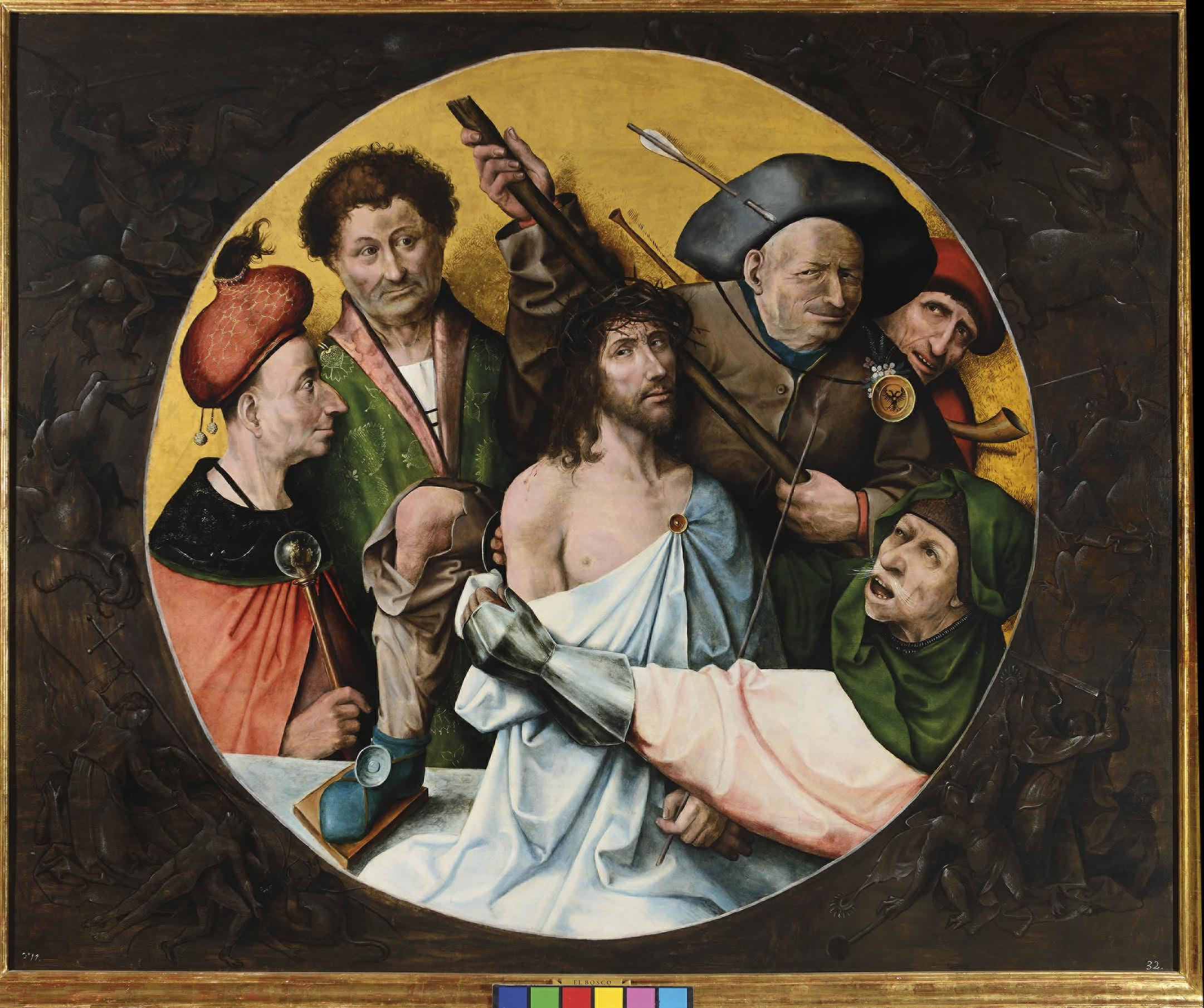
Navolger van Jheronimus Bosch. De doornenkroning van Christus. Ca. 1533 of later. San Lorenzo de El Escorial, Escorial.

De Antwerpse versie werd voor het eerst in 1901 gepubliceerd als een originele compositie door Jheronimus Bosch. Latere publicaties gaan uit van een kopie naar een verloren gegaan origineel van Bosch. De Duitse kunsthistoricus Max Friedländer omschreef het als ‘the best known specimen, but unlikely to be the original’ (voor zover bekend het beste exemplaar, maar waarschijnlijk niet het origineel). Andere kunsthistorici zijn echter van mening dat het beste exemplaar in het Philadelphia Museum of Art bewaard wordt. Bosch-auteur Ludwig von Baldass wijst op de onlogische houding van de soldaat rechtsboven. Op de schilderijen in Valencia en het Escorial houdt deze de stok met beide handen vast en kan zo veel kracht zetten op de doornenkroon. Op de Antwerpse versie houdt dezelfde soldaat de stok slechts met één hand vast en gaat dit idee dus verloren. Von Baldass vermoedt dat de kopiist dit zelf veranderd heeft. Dit zou echter betekenen dat alle overige versies ontleend zijn aan één kopie. Volgens Charles de Tolnay ontstond het (verloren gegane) origineel in Bosch' ‘middenperiode’, voor de Londense Doornenkroning. Tegenwoordig is men wat voorzichtiger en denkt men dat het hier eerder gaat om het werk van een navolger.

## Herkomst
Het werk werd in 1894 voor het eerst gesignaleerd als bruikleen van een zekere H. Gildemeester voor de ‘Tentoonstelling van oude schilderkunst’ in Utrecht. In 1895 werd het verworven door Richard von Kaufmann in Berlijn, die het in 1905 ruilde met de Parijse kunsthandelaar F. Kleinberger. In 1906 werd het door Kleinberger verkocht aan het Koninklijk Museum voor Schone Kunsten in Antwerpen.

## Tentoonstellingen
- Tentoonstelling van oude schilderkunst, Gebouw voor Kunsten en Wetenschappen, Utrecht, 20 augustus-1 oktober 1894, cat.nr. 287, p. 108 (als Duitse school, ca. 1500).
- Jheronimus Bosch, Noordbrabants Museum, 's-Hertogenbosch, 17 september-15 november 1967, cat.nr. 24, p. 106 (als kopie naar een verloren origineel van Jheronimus Bosch).